# Barra estabilizadora

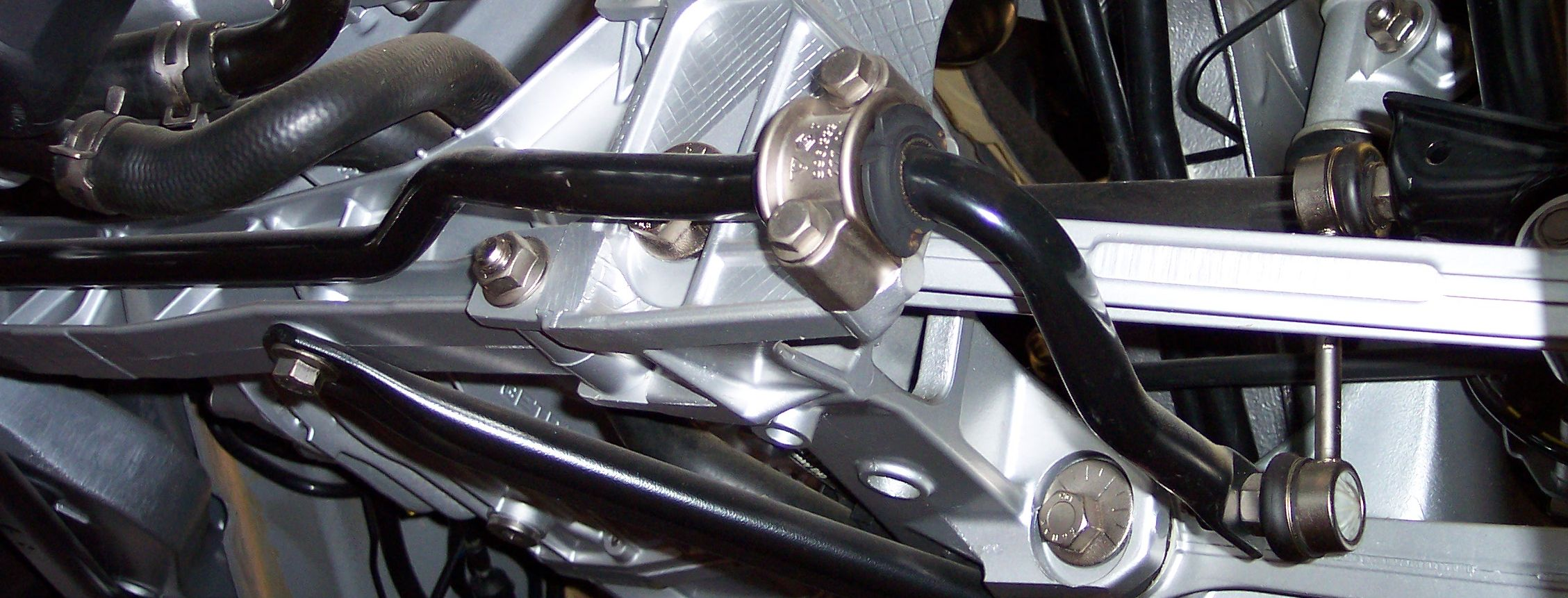
Barra estabilizadora (en negro) en el eje trasero de un Porsche.

Una barra estabilizadora es un componente de la suspensión de un automóvil, diseñada para permitir solidarizar el movimiento vertical de las ruedas opuestas, minimizando con ello la inclinación lateral que sufre la carrocería de un vehículo cuando es sometido a la fuerza centrífuga, especialmente en las curvas.

## Tipos
El tipo más común de barra es el que se encuentra en la suspensión delantera de los automóviles. Cuando el vehículo entra en una curva, la carrocería tiende a inclinarse hacia afuera respecto al centro de la curva. Esto ocasiona que las ruedas que van por la parte exterior de la curva sean sometidas a una mayor fuerza dinámica, que se traduce en un mayor peso sobre la suspensión. Inversamente, las ruedas internas se descargan. Por ello se puede observar una compresión de la suspensión del lado externo y una extensión por el lado interno. Este efecto puede llegar a hacer que alguna de las ruedas internas incluso en algún momento pierda el contacto con el pavimento.

## Acción
La barra estabilizadora, al ser un componente elástico, transfiere parte de la fuerza de compresión de la suspensión, asociada a la rueda externa, hacia la rueda interna. Esto produce una disminución de la compresión que sufre la rueda externa y por ende ayuda a una menor inclinación de la carrocería del vehículo.
Tipos:
- Suspensión rígida
- Suspensión semirrígida
- Suspensiones independientes

## Características
La elasticidad asociada a la barra determina cuán efectiva es para contrarrestar la inclinación del vehículo. Esta elasticidad viene dada por el diámetro de la barra. Una barra muy elástica no transferirá mucha fuerza desde una rueda a otra, por lo que no será muy efectiva para impedir la inclinación. Una barra rígida transferirá mayor fuerza, pero esto impactará en el confort de conducción, ya que si una rueda circulando en línea recta pasa por sobre un obstáculo, perturbará más la rueda opuesta que una barra muy elástica.